# Peleliu

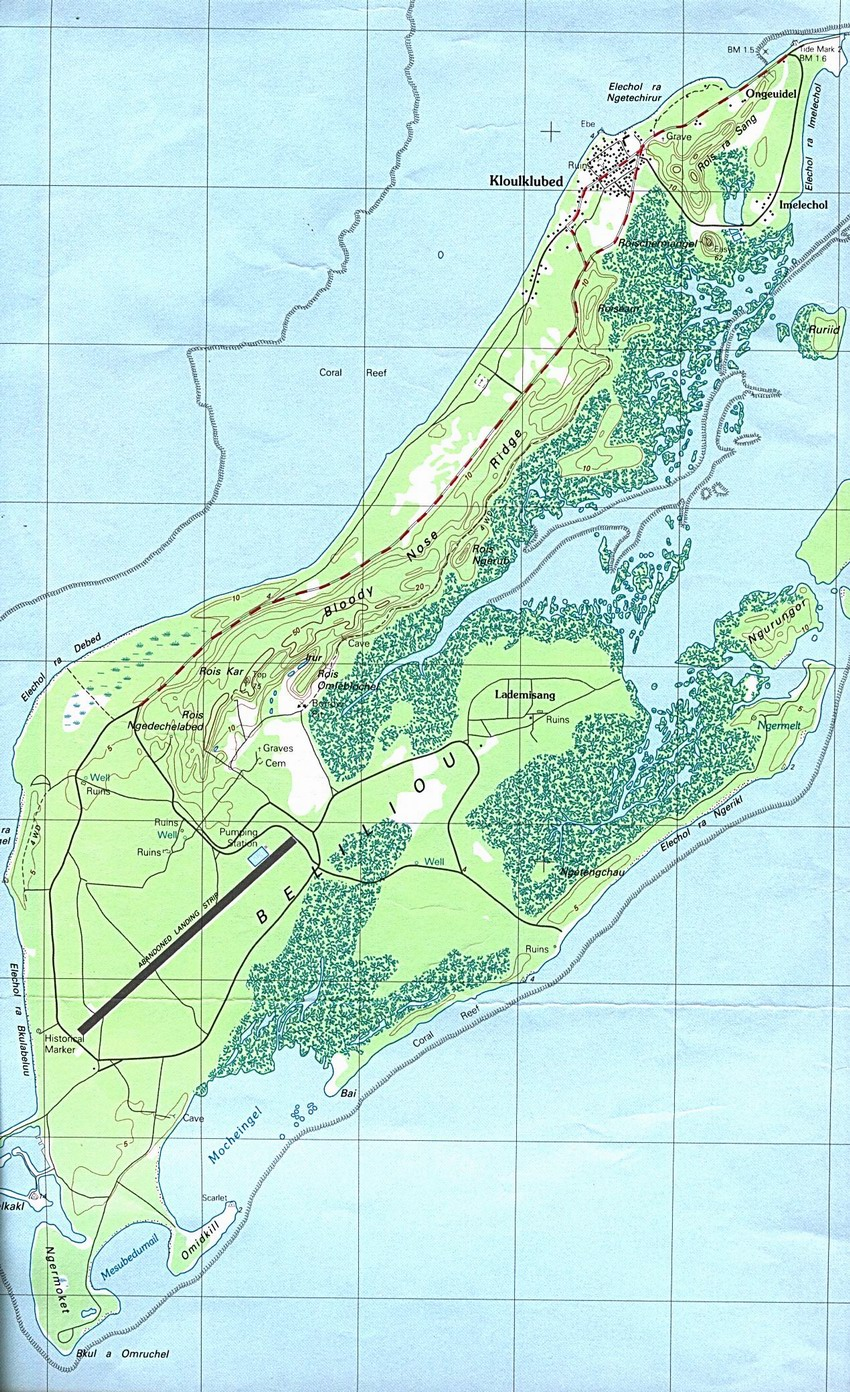
Bản đồ Peleliu năm 1984

Peleliu (hay Beliliou) là một hòn đảo của Palau. Peleliu cùng với 2 hòn đảo nhỏ ở phía đông bắc tạo thành một trong 16 bang của quốc đảo Palau. Bang nằm ở phía tây bắc của Angaur và tây nam của Koror.
Peleliu có diện tích là 13 km² (5 mi²), năm 2004 dân số bang là khoảng 700 người và đây là bang đông dân thứ ba cả nước. Hầu hết cư dân của bang sống ở làng Kloulklubed.